# Гибран Ракабуминг Рака
Гибра́н Ракабу́минг Ра́ка (индон. Gibran Rakabuming Raka; род. 1 октября 1987, Суракарта, Центральная Ява) — индонезийский политик и бизнесмен, Вице-президент Индонезии с 20 октября 2024 года. Сын бывшего президента президента Индонезии Джоко Видодо.
С 2021 по 2024 годы занимал должность мэра Суракарты.

## Биография

### Ранние годы
Гибран родился в Суракарте, Центральная Ява, 1 октября 1987 года и был первым ребёнком Джоко Видодо и Ирианы. Гибран закончил свои первые девять лет образования в Суракарте, а затем переехал в Сингапур, где учился в средней школе Orchid Park. Затем получил степень бакалавра в Сингапурском институте развития менеджмента в 2007 году.

### Бизнес
В 2010 году Гибран основал Chilli Pari, кейтеринговый бизнес в Суракарте. По словам Гибрана, он был вдохновлён на создание компании после того, как заметил отсутствие услуг общественного питания в конференц-центре, принадлежащем его отцу, но против него выступил Джокови, который хотел, чтобы Гибран продолжил свой мебельный бизнес. Компания выросла и сосредоточилась на предоставлении услуг по организации свадеб.
Затем в 2015 году Гибран основал Markobar, сеть магазинов мартабаков, и к 2017 году у этой сети было 29 заведений по всей Индонезии. В 2017 году Джокови отметил, что, хотя изначально он не одобрял бизнес Гибрана, в конечном итоге компания его сына стала цениться выше, чем его мебельная компания. Заявленное состояние Гибрана в 2020 году как необходимое условие для баллотирования на пост, составило 22,1 миллиарда рупий.

### Политическая карьера

#### Мэр Суракарты

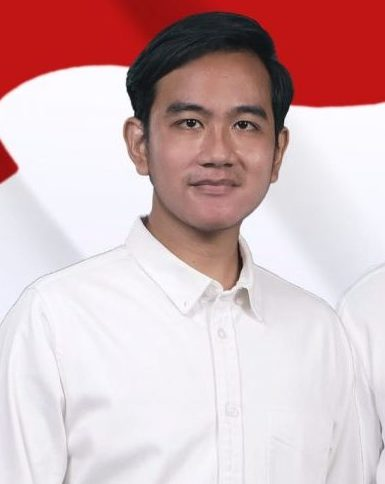
Официальный портрет Гибрана Ракабуминга Рака к выборам мэра Суракарты в 2021 году.

Согласно опросу, проведённому базирующимся при университете Сламет Рияди, в июле 2019 года Гибран был назван фаворитом на выборах мэра Суракарты 2020 года. Эту должность ранее занимал его отец, до того как был избран губернатором Джакарты, а впоследствии президентом Индонезии. В сентябре Гибран зарегистрировался в качестве члена «Демократической партии борьбы Индонезии», той же политической партии, что и Джокови, чтобы баллотироваться на выборах мэра. В июле 2020 года партия официально поддержала Гибрана Ракабуминга в качестве своего кандидата в мэры. Все партии, представленные в городском совете, также поддержали Гибрана, за исключением «Партии справедливости и благоденствия», что потенциально привело к безальтернативным выборам. В конечном итоге кандидатура Багьо Вахионо, портного по профессии, была одобрена 6 сентября 2020 года. В то же время кандидатура самого Гибрана была оспорена активистом Халимом Х. Д., который добивался голосование не за кандидатов с хорошими связями. На самих выборах Гибран победил с комфортным отрывом, набрав 86,53 % поддержки (225 451 голос). Гибран и его напарник Тегух Пракоса потратили на предвыборную кампанию почти в 30 раз больше, чем Багьо.

#### Президентские выборы 2024 года
В конце 2022 года несколько групп, поддерживающих президента Джоко Видодо, начали поддерживать Гибрана в качестве кандидата в вице-президенты на президентских выборах в Индонезии 2024 года. На тот момент одним из критериев для того, чтобы стать кандидатом в вице-президенты, был возраст 40 лет и старше, тогда как Гибрану в 2024 году должно было исполниться 37 лет. Однако 17 октября 2023 года Конституционный суд Индонезии вынес постановление, которое добавило исключение к минимальному возрасту для лиц, ранее избранных на руководящие посты в регионах (мэры, губернаторы). Примечательно то, что председатель суда Анвар Усман приходится дядей Гибрану. Четыре дня спустя, 21 октября 2023 года, партия «Голкар», входившая в коалицию кандидата в президенты Прабово Субианто, объявила Гибрана кандидатом в вице-президенты от партии. На следующий день Прабово объявил Гибрана своим официальным напарником в качестве кандидата в вице-президенты на выборах 2024 года.

## Личная жизнь
Гибран женился на Селви Ананде 11 июня 2015 года, и 10 марта 2016 года у пары родился первый ребёнок, Ян Этес Шринарендра. 15 ноября 2019 года у Гибрана и Сельви родилась дочь по имени Ла Лембах Мана.